# 平林克理
平林 克理（ひらばやし かつとし、1969年 - ）は、日本の映画監督、脚本家。これまでに『ペンギン夫婦の作りかた』や『ラブクラフト・ガール』などの作品を手がけた。

## 経歴
1969年、埼玉県に生まれる。神奈川工科大学工学部電気工学科在学中は映画研究会に所属し、卒業後に鎌倉映画塾2期生として学ぶ。是枝裕和、西川美和、中島哲也、中村義洋らの監督作品で助監督を務めた。2009年、『僕らはあの空の下で』で映画監督デビュー。

## フィルモグラフィー

### 映画
- BUGS（1997年） - 助監督
- man-hole（2001年） - 助監督
- river（2003年） - 助監督
- ルート225（2006年） - 助監督
- アヒルと鴨のコインロッカー（2007年） - 助監督
- 僕らはあの空の下で（2009年） - 監督・脚本
- フィッシュストーリー（2009年） - 助監督
- ディア・ドクター（2009年） - 助監督
- ちょんまげぷりん（2010年） - 助監督
- ゴールデンスランバー（2010年） - 助監督
- 映画 怪物くん（2011年） - 助監督
- ポテチ（2012年） - 助監督
- ペンギン夫婦の作りかた（2012年） - 監督・脚本[4]
- みなさん、さようなら（2012年） - 助監督
- 男子高校生の日常（2013年） - 助監督
- ラブクラフト・ガール（2013年） - 監督[5]
- やるっきゃ騎士（2015年） - 監督・脚本[6]

### オリジナルビデオ
- ざんねんなこ、のんちゃん。セーラー服トラウマ日記（2011年） - 監督
- 打撃女医サオリ 一発殴らせて（2011年） - 監督

### テレビドラマ
- 予告犯 -THE PAIN-（2015年、WOWOW、第2話・第4話・第5話） - 監督
- となりの関くん（2015年、MBS）- 演出
- こえ恋（2016年、テレビ東京）- 監督
- 私の愛した家康さま（2017年、メ～テレ）- 監督
- インベスターZ（2018年、テレビ東京） - 演出
- ハイポジ 1986年、二度目の青春。（2020年、テレビ大阪・BSテレ東） - 監督
- ふたりソロキャンプ（2025年、TOKYO MX、第5話・第6話）- 監督

### WEB
- スタジオアリス25周年特別企画「25 photo story（ニコフォトストーリー）」- 監督・脚本